# Wass Sámuel
Gróf cegei Wass Sámuel (Kolozsvár, 1814. január 13. – Budapest, 1879. március 20.) közgazdász, politikus, dobokai főbíró, országgyűlési képviselő, az MTA levelező tagja, a Wass család tagja.

## Életpályája
A gróf cegei Wass család sarja. Wass Imre grófnak, Közép-Szolnok főispáni helytartójának és báró Jósika Rozáliának a fia. Gyermekkorát nagyapja, idősb gróf Wass Miklós házánál töltötte Császáriban. Nyolc évig volt a kolozsvári líceumnak tagja; már az iskolában a magyar és román nyelven kívül jól tudott latinul, franciául és németül. 1832 nyarán utazott az Al-Duna vidékére, ahol testvérbátyja, Wass Miklós huszárhadnagy állomásozott, itt megtanult szerbül; aztán útját folytatva, elment Triesztbe, Velencébe, Milánóba és Tirolon keresztül jött haza; folyékonyan beszélt olaszul. (Tanulságos úti jegyzeteket írt, amelyeket barátai lemásoltak, és később útikalauzként használták.) Ezen útjának nagy részét gyalog tette meg. Iskoláit 1833-ban fejezte be, előbb az erdélyi kormányszéknél, később a marosvásárhelyi királyi táblánál működött mint joggyakornok.
1834. november 6-án feleségül vette gyulafehérvári Eperjessy Rozáliát, megvált hivatalától. 1835-ben falusi birtokára Egregyre, majd Cegébe vonult gazdálkodni. 1839-ben Doboka vármegye Derékszék bírái közé választották be és 1841-ben főbírói állást kapott, ezt a hivatalt 1848-ig töltötte be. Ezen idő alatt kétszer tett hosszabb utazást Európa nyugati országaiban. 1848 elején Doboka vármegye főispánja lett. Az 1848. évi pesti országgyűlésbe képviselőnek választották, az országgyűlésnek 1849 februárjáig egyik legszorgalmasabb tagja volt. Kossuth Lajos kormányzó gr. Wass Samut, aki jól beszélt románul és franciául, Erdélybe küldte Csány Lászlóhoz, aki aztán Konstantinápolyba küldte követül, ahova bujkálva Moldván át érkezett. Innen a francia követ terve szerint tengeren Marseille-be és onnan Párizsba utazott. Ott találkozott Teleki Lászlóval és Londonban Pulszky Ferenccel, akiktől további utasításokat kapott. Küldetésének fő célja volt, hogy a magyar hadsereg bármi úton minél több és minél jobb fegyvereket kapjon, valamint hogy Fiume körül és a dalmát partokon egy kis tengeri erőre is szert tehessen.
Pulszky utasítása és tanácsa szerint a grófnak Amerikába kellett utaznia, ahonnan nagy mennyiségű fegyvert küldött Európába. Egy alkalommal az alakítandó hajóraj toborzása körül az Amazonas torkolatánál Parma brazíliai városban terve nemcsak meghiúsult, hanem maga a gróf is nagy veszélybe jutott, amelyből csak úti csomagja hátrahagyásával, gyors szökéssel menekülhetett meg. 1849. november 25-én már ismét New Yorkban volt és itt hallotta a szabadságharc bukását. Már ekkor annyira elsajátította az angol nyelvet, hogy az odaérkezett magyarok és amerikaiak közt tolmácsként működött. A 60-70 főnyi komáromi menekült részére az ottani polgármesterrel és társainak segítségével segélyezési kört alakítottak az emigráns magyaroknak, Wass házat bérelt és kinek-kinek képességéhez mért munkáról gondoskodott. Ő volt a közbenjáró számos magyar menekült ügyében; ő beszélt a nyilvános fogadásokon.
New Yorkban ismerkedett meg Fornet Kornéllal és Molitor Gusztávval és ott fejlődött ki köztük az a hű barátság, melynek csak a gróf halála vetett véget. A legelőkelőbb körökben való időtöltések mellett a gróf a délelőtti órák nagy részét a Stillmann-féle hajógyár műhelyeiben töltötte; hajóépítő munkás vagy tengerész akart lenni. E tervét azonban nem valósíthatta meg, mert a tengeri betegség az első két évben még a kisebb kirándulásoknál is gyötörte, emiatt lemondott róla. Az ekkor fellépett kaliforniai aranyláz őt és társait is elfogta, tehát odamentek. Miután az arany ásásával nem boldogult, Fornet mérnökhöz csatlakozott, húzta a láncot és kitűzte a jelzőket. Másfél év múlva visszatértek San Franciscóba, ahol Fornet mérnöki irodát nyitott és Wass mellette segédkezett. Nemsokára Molitor is megérkezett, aki Londonban fémtechnikát tanult és hárman egyesülve érctisztító gyárat alapítottak. 1855 végéig a gyárban 3 és fél millió dollár értékű aranyat olvasztatottak, és adtak ki rudakban; ezenkívül 2 és fél millió dollár értékű aranypénzt vertek.
Xántus János 1857-ben, amikor San Franciscóban gróf Wassék gyártelepét meglátogatta, így szólt: „Senki a magyar névnek több becsületet nem szerzett Amerikában, mint gróf Wass és társai.” Azonban, miután a három úr közül egyik sem volt kifejezetten üzletember, az 1850-es évek végén vállalatuk teljesen megszűnt. 1852-ben Fornet elhagyta Kaliforniát. 1853–54-ben Wass gróf járt itthon Európában,  és miután a vagyon és a hitel leolvadt, kifáradva, elkedvetlenedve és megbetegedve 1858-ban végképp hazaköltözött szülőföldjére. 1861-ben a felsőházban foglalta el helyét, ahol Fiume érdekében tartott figyelemreméltó nagy beszédet. Szorgalmas munkásságot fejtett ki különösen a Pompéry János által szerkesztett Magyarországban és később a Pesti Naplóban, többnyire nemzetgazdasági, iparügyi stb. kérdésekben.
1861. december 20-án a Magyar Tudományos Akadémia levelező tagjainak sorába választotta. Akadémiai székfoglaló értekezését a passzát szelekről tartotta. Az 1860-as években bekapcsolódott a fővárosi társaséletbe és a földhitelintézet megalapításába. 1866-ban épp az a kerület küldte a képviselőházba, amely 1848-ban először választotta meg és e kerület képviselője maradt 1875-ig a Deák-párt híveként. De munkásságának legnagyobb részét az iparvállalatok fejlesztésének szentelte. Különösen két létesítmény volt, amelyért legtöbbet fáradozott, az újpesti hajógyár és az első magyar gőzhajózási társulat. Utolsó három évét többnyire családja és gyámgyermekei társaságában gyógyítási kísérletekkel töltötte. 
1879. március 20-án Budapesten halt meg.

## Szabadkőműves pályafutása
1850. március 1-én felvették a philadelphiai 126. számú szabadkőműves páholyba, ahol azonnal 2. és 3. fokba is felavatták. Hazatérése után a magyar szabadkőművesség munkájába is bekapcsolódott, 1872. március 9-én az ő elnökletével – mivel az alapítók között ő volt a legrégebben szabadkőműves – alakult meg a Hungária páholy. Ekkor már a skót rítus 30. fokú tagja volt, s őt választották meg a páholy vezetőjének, főmesternek. Ezt a tisztséget 1873. február 23-áig töltötte be. Nem sokkal később, április 11-én kilépett a páholyból.

## Emlékezete
A Magyar Tudományos Akadémián 1880. január 26-án Deák Farkas tartott fölötte emlékbeszédet.

## Művei
Két műve maradt fenn: 
- Kilenc év egy száműzött életéből,
- Szárazi és tengeri utazások Nyugaton (Pest, 1861-62).